# Confederación de Nacionalidades Indígenas del Ecuador

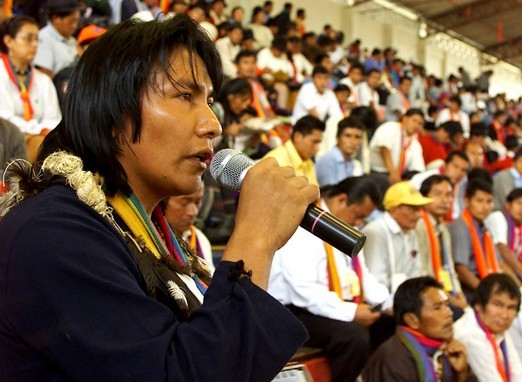
Bartolo Ushigua, delegat Zapara al 2n Congrés de la CONAIE

La Confederación de Nacionalidades Indígenas del Ecuador (CONAIE, «Confederació de Nacionalitats Indígenes de l'Equador») és la més gran i més important organització de grups ètnics de l'Equador. Creada el 1986, la CONAIE està dedicada a organitzar socialment i políticament els diversos pobles indígenes de l'Equador. Els seus objectius són la defensa dels drets dels pobles indígenes, l'enfortiment de la identitat indígena, la recuperació dels drets sobre la terra (negada des dels temps colonials), l'oposició a les polítiques neoliberals i l'oposició a la intervenció militar dels Estats Units a la regió (com el Pla Colòmbia). La CONAIE actua habitualment a través de l'acció social i política (bàsicament a través del partit polític Pachakutik) però també a través d'accions directes, amb aixecaments populars. El president actual és Leonidas Iza, i anteriorment ho havia estat Luis Macas.

## Organització
La CONAIE representa actualment als següents grups ètnics: Shuar, Achuar, Siona, Secoya, Cofán, Huaorani, Záparo, Chachi, Tsáchila, Awá, Épera, Manta, Huancavilca i Quítxua. Està dividida en tres federacions regionals: la Confederación de Nacionalidades Indígenas de la Amazonía Ecuatoriana (CONFENIAE), la Confederación de Pueblos de la Nacionalidad Kichwa del Ecuador (ECUARUNARI) i la Coordinadora de Organizaciones Indígenas y Negras de la Costa Ecuatoriana (CONAICE).

## Programa i acció política
La CONAIE es creà durant una reunió d'uns 500 representants de comunitats indígenes durant els dies 13-16 de novembre de 1986. Inicialment rebutjà l'ús del procés electoral, però més endavant reconsiderà la seva estratègia i intervingué en el procés electoral a través del partit Pachakutik. Un dels punts bàsics de la CONAIE és transformar l'Equador en un estat plurinacional que reconegui l'autonomia nacional de 12 nacions indígenes, cadascuna amb un parlament popular propi.